# Tomasz Latos
Tomasz Edward Latos (ur. 8 marca 1964 w Poznaniu) – polski polityk, lekarz radiolog, brydżysta, poseł na Sejm V, VI, VII, VIII i IX kadencji.

## Życiorys
Syn Edwarda, wieloletniego dyrektora Wojewódzkiego Szpitala Dziecięcego w Bydgoszczy, oraz Urszuli. Absolwent VI Liceum Ogólnokształcącego w Bydgoszczy, następnie ukończył studia na Akademii Medycznej w Poznaniu. Specjalizował się w zakresie radiodiagnostyki. Odbył również podyplomowe studia z zakresu zarządzania finansami i marketingu na Uniwersytecie Mikołaja Kopernika w Toruniu. Podjął pracę w Szpitalu Uniwersyteckim w Bydgoszczy. W latach 1999–2001 był zastępcą dyrektora ds. lecznictwa.
Był działaczem Chrześcijańskiej Demokracji – Stronnictwa Pracy i Akcji Wyborczej Solidarność, w 2003 przystąpił do Prawa i Sprawiedliwości. Od 2002 do 2005 wchodził w skład zarządu regionalnych struktur NSZZ „Solidarność”. W latach 1998–2005 zasiadał w bydgoskiej radzie miasta.
W 2005 z listy Prawa i Sprawiedliwości został wybrany na posła V kadencji w okręgu bydgoskim z wynikiem 10 059 głosów. W wyborach parlamentarnych w 2007 po raz drugi uzyskał mandat poselski, otrzymując 17 751 głosów. W wyborach do Parlamentu Europejskiego w 2009 bez powodzenia kandydował w okręgu kujawsko-pomorskim. W wyborach do Sejmu w 2011 z powodzeniem ubiegał się o reelekcję, dostał 20 308 głosów. W VII kadencji został po raz pierwszy przewodniczącym Komisji Zdrowia. W 2015 ponownie został wybrany do Sejmu, otrzymując 40 288 głosów. W wyborach samorządowych w 2018 był kandydatem Prawa i Sprawiedliwości na urząd prezydenta Bydgoszczy, zajmując ostatecznie 2. miejsce z wynikiem 41 407 głosów (co stanowiło 29,6% oddanych głosów), przegrywając w pierwszej turze z Rafałem Bruskim. W 2019 ponownie bezskutecznie ubiegał się o mandat eurodeputowanego. W wyborach parlamentarnych w tym samym roku został natomiast wybrany do Sejmu, otrzymując 60 132 głosy. Nie kandydował w kolejnych wyborach w 2023.
Jest mistrzem międzynarodowym w brydżu sportowym. W 2012 został członkiem zarządu Polskiego Związku Brydża Sportowego, a w 2016 wiceprezesem zarządu.